# Turistická značená trasa 4305
 Turistická značená trasa 4305 je 11,5 km dlouhá zeleně značená trasa Klubu českých turistů v okrese Chrudim spojující Vápenný Podol s Třemošnicí. Její převažující směr je západní. Trasa se nachází na území CHKO Železné hory.

## Průběh trasy
Turistická trasa 4305 má svůj počátek v centru Vápenného Podola na rozcestí, kterým prochází červeně značená trasa 0451 z Chrudimi do Třemošnice a modře značená trasa 1917 z Heřmanova Městce do Seče. Se druhou z nich vede trasa 4305 v souběhu do místní části Nutice, ale pak se odklání na jihozápad. Stoupá nejprve volným terénem a pak lesem na vrchol jednoho z nejvyšších vrcholů Železných hor Bučinu.
Po jeho překonání klesá do Kraskova. Vesnici opouští nejprve po silnici II/337, ale pak se odklání doleva a okolo rybníků Horní Peklo a Dolní Peklo přichází do osady Peklo. V ní se nachází rozcestí se žlutě značenou trasa 7343 ze Seče do Třemošnice, se kterou trasa 4305 tvoří krátký souběh. Ten končí na začátku Hedvičina údolí, kterým trasa 4305 sestupuje podél Zlatého potoka v souběhu se stejnojmennou naučnou stezkou. Uprostřed Hedvičina údolí se trasa 4305 znovu setkává s červeně značenou trasou 0451, která zde končí. Na dalším rozcestí trasa 4305 vstupuje do souběhu s další červeně značenou trasou konkrétně 0450 z Horního Bradla na hrad Lichnice a společně vedou na okraj Třemošnice. Souběh s trasou 0450 končí na okraji Třemošnice v Hedvikově a následuje souběh s modře značenou trasou 1972 přicházející ze Zbyslavce a naučnou stezkou Krajem Železných hor, který končí v centru města. Zde se trasa 4305 znovu potkává se žlutě značenou trasou 7343, na kterou zde přímo navazuje rovněž žlutě značená trasa 7399 vedoucí k Pařížovské přehradě.
Trasa 4305 pokřačuje severozápadním směrem kolem třemošnického nádraží na okraj Závratce k Berlově vápence, kde začíná souběh s naučnou stezkou Historie vápenictví. V Závratci se obě trasy stáčejí na severovýchod a vedou na dolní konec Lovětínské rokle, kde trasa 4305 končí. Naučná stezka pokračuje dále Lovětínskou roklí podél zde začínající žlutě značené trasy 7346 do Prachovic. Rozcestím prochází i již výše zmíněná modře značená trasa 1972.

## Historie
- Trasa 4305 nevedla původně přímo přes vrchol Bučiny, která je nejvyšším bodem této části pohoří, ale obcházela jej po lesních cestách ze severozápadu.
- Původní konec trasy se nacházel v Kraskově, závěrečný úsek vznikl přeznačením původního modře značeného úseku trasy 1972.[3]

## Turistické zajímavosti na trase
- Hedvičina rokle
- Einmannbunker u slévárny v Hedvikově
- Berlova vápenka
- Lovětínská rokle